# Prêmio Riemann
O Prêmio Riemann (em inglês:  Riemann Prize) é um prêmio de matemática concedido a cada três anos para matemático de destaque com idade entre 40 e 65 anos de idade, oferecido pela Riemann International School of Mathematics (RISM). É denominado em memória de Bernhard Riemann. Estabelecido em 2019, foi concedido a primeira vez para Terence Tao em 2020. É co-patrocinado pelo governo regional da Lombardia, todas as universidades públicas e privadas da região, e a municipalidade de Varese.
O laureado com o prêmio é selecionado por um comitê de quatro membros.

## Recipientes
| Ano  | Nome(s)        | Notas              |
| ---- | -------------- | ------------------ |
| 2019 | Terence Tao    | Ganhador inaugural |
| 2022 | Luigi Ambrosio |                    |